# 9741 Солохін
9741 Соло́хін (9741 Solokhin) — астероїд головного поясу, відкритий 22 жовтня 1987 року.
Тіссеранів параметр щодо Юпітера — 3,561.